# ماري جولدسميث
ماري جولدسميث (بالفرنسية: Marie Goldsmith)‏ هي أحيائية فرنسية، ولدت في 1873 في روسيا، وتوفيت في 11 يناير 1933.